# Falcon (družina raket)

Falcon je družina ameriških raket za enkratno uporabo. Razvija jih ameriško podjetje SpaceX, ki z njimi tudi operira. So prve rakete, ki so bile v celoti razvite v 21. stoletju. Falcon 1 in Falcon 9 sta bili uspešno izstreljeni. Falcon 1 je prvič uspešno poletela 28. septembra 2008 po več neuspešnih poskusih. Večja raketa Falcon 9 (EELV - Evolved Expendable Launch Vehicle) je bila izstreljena 4. junija 2010. Razvijajo verzijo Falcon 9, ki bi se jo dalo večkrat uporabiti. Najtežja raketa družine bo Falcon Heavy. Študirajo o razvijanju še večjih raket.

## Primerjava raket
| Verzija                        | Falcon 1                                           | Falcon 1e     | Falcon 9 v1.0     | Falcon 9 v1.1     | Falcon Heavy                     |
| ------------------------------ | -------------------------------------------------- | ------------- | ----------------- | ----------------- | -------------------------------- |
| Stopnja 0                      | —                                                  | —             | —                 | —                 | 2 potisnika z 9 × Merlin 1D vsak |
| 1. Stopnja                     | 1 × Merlin 1A (2006–2007); 1 × Merlin 1C (2008 ff) | 1 × Merlin 1C | 9 × Merlin 1C     | 9 × Merlin 1D     | 9 × Merlin 1D                    |
| Stopnja 2                      | 1 × Kestrel                                        | 1 × Kestrel   | 1 × Merlin Vacuum | 1 × Merlin Vacuum | 1 × Merlin Vacuum                |
| Višina (max; m)                | 21,3                                               | 26,83         | 54,9              | 68,4              | 68.4                             |
| Premer (m)                     | 1,7                                                | 1,7           | 3,61              | 3,71              |                                  |
| Začetni potisk (kN)            | 318                                                | 454           | 4.900             | 5 885             | 17 615                           |
| Vzletna masa (ton)             | 27,2                                               | 38,56         | 333               | 506               | 1 463                            |
| Premer ohišja (Inner; m)       | 1,5                                                | 1,71          | 3,71 ali 5,21     | 5,21              | 5,21                             |
| Tovor (NZO; kg)                | 570                                                | 1010          | 10450             | 13 150            | 53 000                           |
| Tovor (v GTO; kg)              | —                                                  | —             | 4 540             | 4 850             | 21 200                           |
| Trenutna cena (milijonov. USD) | —                                                  | —             | —                 | 56,5              | 77,1 [<6,4 ton do GTO]           |
| Izstrelitve (uspešne/skupaj)   | 2/5                                                | —             | 5/5               | 3/3               | —                                |